# Disney’s The Little Mermaid II
The Little Mermaid II — компьютерная игра, выпущенная в 2000 году по мотивам одноименного мультфильма студии Disney для приставок PlayStation.

## Сюжет
Прошло 14 лет после того, как Ариэль и принц Эрик победили коварную колдунью Урсулу. Ариэль стала человеком и вышла замуж за Эрика. У них родилась красавица-дочь, которую назвали именем Мэлоди. Против воли матери, Мэлоди решает отправиться в океан на поиски легендарного города Атлантики.

## Геймплей
Действие большинства уровней происходит под водой, давая возможность передвижения в 4 направлениях. Находясь на суше, игрок может бегать и прыгать по платформам. Задача на каждом уровне - собрать монеты и жемчужины.
Игра проста в управлении и сопровождается речевыми подсказками.

## Уровни
Игра содержит:
- 12 уровней
- 3 бонус-уровня
- более 30 минут игрового видео

Игра состоит из двух частей, созданных по мотивам мультфильмов Русалочка и Русалочка 2: Возвращение в море.